# Orlanda Amarílis
Orlanda Amarílis Lopes Rodrigues Fernandes Ferreira, conhecida como Orlanda Amarílis (Assomada, Santa Catarina, Cabo Verde, 8 de outubro de 1924 — Lisboa, 1 de fevereiro de 2014), foi uma escritora luso-cabo-verdiana.
Considerada “uma notável contista” da ficção cabo-verdiana, dois temas marcantes das suas obras incluem perspectivas na área de literatura feminina,  retratos da vida da mulher cabo-verdiana, e também retratos da diáspora dos emigrados cabo-verdianos.

## Biografia
Era filha de Armando Napoleão Rodrigues Fernandes ( Brava, 1889-1969),  e de Alice Lopes da Silva. A 22 de setembro de 1945, casou na freguesia de Santa Catarina, na ilha de Santiago, em Cabo Verde, com o escritor Manuel Ferreira, com quem teve dois filhos, Sérgio Manuel Napoleão Ferreira (nascido em Cabo Verde) e Hernâni Donaldo Napoleão Ferreira (nascido em Goa). Pertence a uma família de grandes figuras literárias, incluindo Baltazar Lopes da Silva e o seu pai, Armando Napoleão Rodrigues Fernandes, que publicou o primeiro dicionário de língua crioula-portuguesa em Cabo Verde, e a sua irmã, a escritora Ivone Ramos.
Na cidade de Mindelo, ilha de São Vicente, Cabo Verde, completa os seus estudos primários e, na mesma cidade, termina os estudos secundários no Liceu Gil Eanes. muda-se para Goa, e vive na capital Pangim durante seis anos, onde termina os estudos do Magistério Primário. Anos depois, conclui dois cursos em Lisboa: o Curso de Ciências Pedagógicas (Faculdade de Letras), e o curso de “inspectores do ensino básico”, tendo residido na Casa dos Estudantes do Império.
Por razões profissionais literárias e também por razões de intervenções culturais, junto com o marido, viaja para vários países, incluindo Angola, Canadá, Egipto, Espanha, Estados Unidos, Índia, Moçambique, Nigéria, Sudão, etc.... A escritora viaja pelo mundo inteiro e se torna membro do Movimento Português Contra o Apartheid, do Movimento Português para a Paz e da Associação Portuguesa de Escritores (APE).
A 9 de julho de 1997, foi agraciada com o grau de Comendador da Ordem do Mérito, de Portugal.

## Obras literárias
Começa a sua carreira com a sua colaboração na revista cabo-verdiana Certeza em 1944 onde “os seus contos foram sendo seleccionados para várias antologias de literatura cabo-verdiana”. Depois do seu trabalho com Certeza, também contribui com contos para outras revistas, como por exemplo COLÓQUIO / Letras, África, Loreto 13 e vários contos da escritora são traduzidos para o holandês, húngaro, italiano e russo.

### Representação de Amarílis em antologias de contos emlíngua portuguesa
- Escrita e Combate (1976)
- Contos – O Campo da Palava (1985)
- Fantástico no Feminino (1985)
- Afecto às Letras – Obra Coletiva de Homenangem da Literatura Contemporânea a Jacinto do Prado Coelho (1988)

### Representação de Amarílis em antologia de contos emlíngua alemã
- Frauen in der Dritten Welt (1986)

### Representação de Amarílis em antologias de contos emlíngua inglesa
- Across the Atlantic: An Anthology of Cape Verdean Literature (1986).[6]
- A New Reader’s Guide to African Literature (1983)[4]

### Livros de contos
- Cais-do-Sodré té Salamansa (1974)
- Ilhéu dos Pássaros (1983)
- A Casa dos Mastros (1989)

### Livros para crianças ♙
- Folha a folha (1987) - em co-autoria com Maria Alberta Menéres
- Facécias e Peripécias (1990)[3]
- A Tartaruguinha (1997)